# Little Bricett
Little Bricett is een verdwenen nederzetting in het Engelse graafschap Suffolk, op een kleine 2 km ten zuidoosten van Great Bricett. Beide Bricetts werden in het Domesday Book van 1086 samen vermeld als "Brieseta". In 1152 of 1154 kreeg Great Bricett het koninklijk recht op het houden van een jaarmarkt op 5 en 6 juli, de heiligendagen van Leonardus en Laurentius. De laatste was de patroonheilige van de kerk van Little Bricett. Deze kerk raakte in de vijftiende eeuw in verval, waarna de dorpskerk van Great Bricett een simultaankerk werd, die beide parochies bediende en aan beide heiligen was gewijd. In 1503 werd de parochie van Little Bricett samengevoegd met die van Offton. In 1870-72 telde men in het dorpje nog 25 inwoners. In het gebied van het voormalige dorp staan thans slechts een paar huizen en van de Laurentiuskerk valt geen spoor meer terug te vinden.